# Сухарто
Сухарто (Suharto, 8. јун 1921 — 27. јануар 2008) је био војни и политички лидер Индонезије. Власт је преузео 1967. државним ударом од свог претходника Сукарна и владао је до 1998. Пошто је заузео антикомунистички став, неколико западних земаља га је подржавало током Хладног рата. Током највећег дела његове владавине, Индонезија је бележила економски раст и индустријализацију. Његова владавина је, међутим довела до политичких чистки и смрти милиона осумњичених комуниста и људи кинеског порекла. Такође је доносио законе против комуниста и мере које су имале за циљ да Кинези економски не владају Индонезијом. Наиме 3% Кинеза владало је са 70% економије Индонезије. Сухарто је такође 1975. ставио португалску колонију Источни Тимор под власт Индонезије.
Његова ауторитативна владавина и повећана корупција су довели до незадовољства током 1990-их. Сухартов скоро неоспорни ауторитет у Индонезији је драматично ослабио услед финансијске кризе која је снизила животни стандард Индонежана. Након масовних демонстрација 1998. Сухарто је приморан да поднесе оставку.